# Al-Aszara
Al-Aszara (arab. العشارة) – miasto w Syrii, w muhafazie Dajr az-Zaur. W 2004 roku liczyło 17 537 mieszkańców.